# Anne Catherine Emmerich
Anne Catherine Emmerich (en allemand Anna Katharina Emmerick), née le 8 septembre 1774 à Coesfeld (principauté épiscopale de Münster)  et morte le 9 février 1824 à Dülmen (province de Westphalie), est une religieuse catholique, appartenant à l'ordre des Augustines et une mystique. Vénérée comme bienheureuse par l'Église catholique depuis 2004, elle est commémorée le 9 février selon le Martyrologe romain.

## Biographie

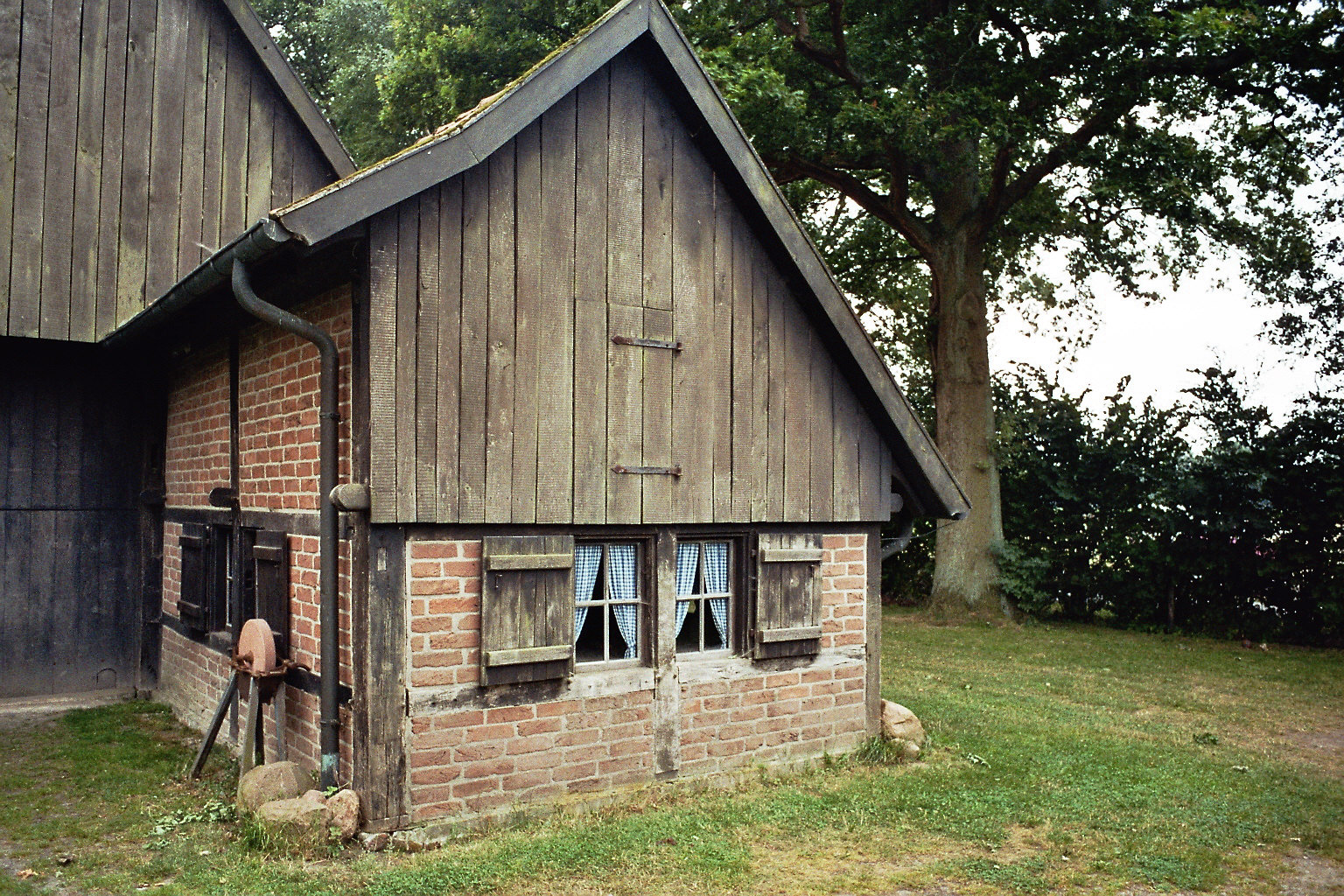
Fermette où Anna Katharina Emmerick a vécu, Coesfeld-Flamschen, Allemagne.

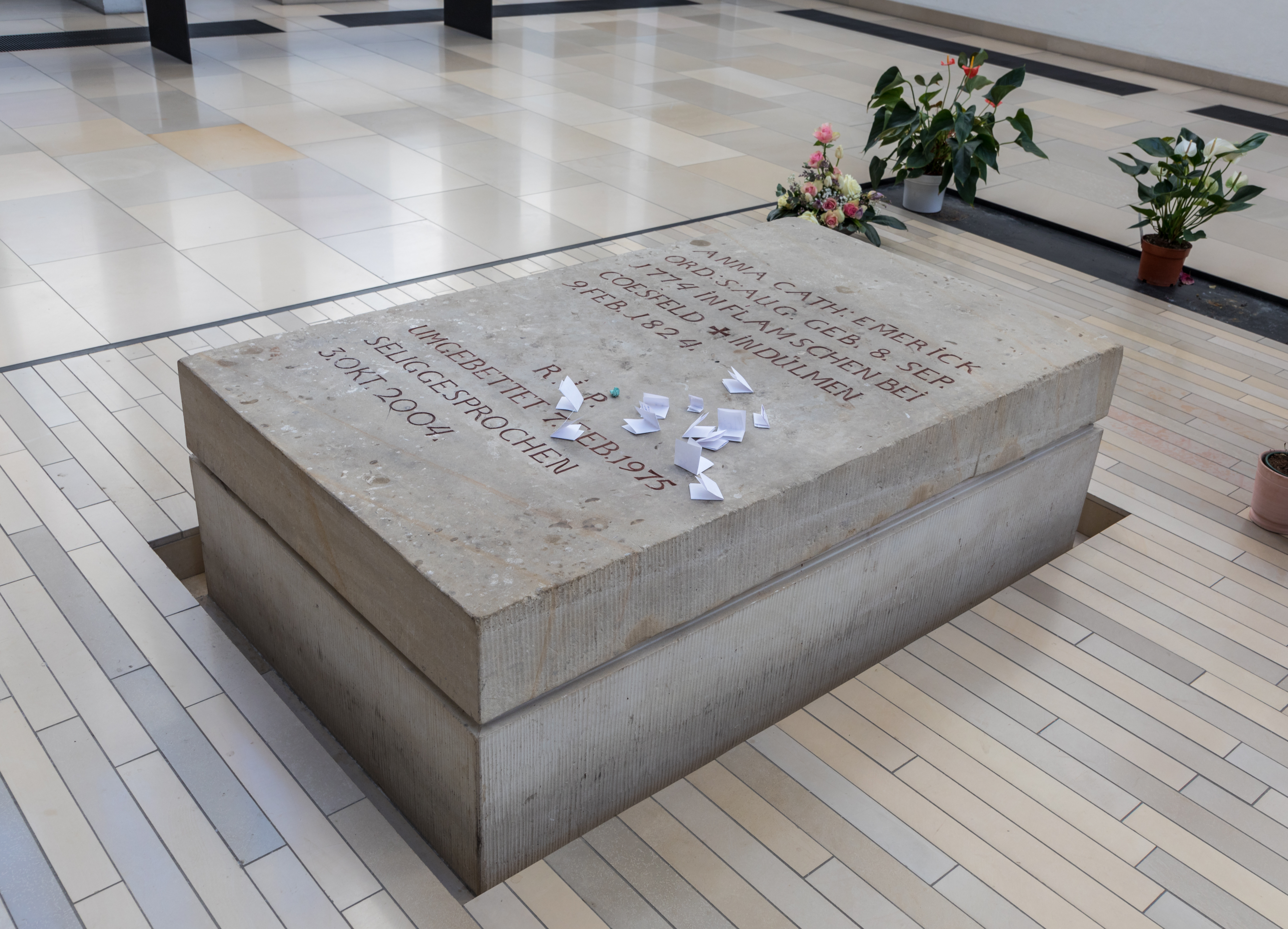
Sa sépulture, crypte de l'église Sainte-Croix, Dülmen, Allemagne.

Anne Catherine Emmerich naît dans une famille de modestes paysans. Enfant, elle est déjà très attachée à l'Église et se représente les histoires de la Bible comme si elle les vivait. Elle ne fréquente l'école que quatre mois. À l'âge de 13 ans, elle devient domestique puis suit une formation de couturière et travaille aux environs de Coesfeld, avant d'entrer en 1802 et de son propre vœu dans le cloître des augustines (en) de Dülmen.
Pendant le temps qu'elle passe au couvent, elle est fréquemment malade. Quand le cloître est sécularisé, en décembre 1811, elle devient gouvernante de l'abbé Lambert, un prêtre qui a fui la France. Bientôt, elle est si malade qu'elle ne peut plus sortir de chez elle. Elle déclare avoir reçu les stigmates et, au cours des douze années qui suivent, avoir enduré chaque vendredi la Passion de Jésus-Christ. Selon ses dires, elle a des visions d'événements relatives à la création et au salut, dont une du tombeau d'Adam et Ève. Cela attire l'attention des autorités profanes et religieuses qui procèdent à une enquête. Beaucoup de gens, y compris des personnalités, viennent à son chevet pour demander réconfort et consolation.
À cette époque, elle aurait accompli un miracle. Une religieuse malade d'une grave tuberculose des poumons et du larynx demande à Anna Katharina d'intercéder auprès de Dieu et se retrouve guérie d'une manière inexpliquée.
Entre 1816 et 1824, le poète Clemens Brentano prend note de ses visions. Ses retranscriptions remplissent 40 cahiers in-folio. Il est difficile de faire la part de ce qui a été effectivement dit par la mystique allemande et de ce qui peut constituer une ré-élaboration du poète. Brentano décrit en détail des scènes et des récits (avant tout) du Nouveau Testament et de la vie de Marie. Mel Gibson a utilisé les visions du Chemin de croix dans son film La Passion du Christ.
À la suite des visions d'Anna Katharina, la sépulture et la maison de la Vierge Marie auraient été redécouvertes en 1881 par l'abbé Julien Gouyet sur une colline près d'Éphèse.     
Les restes d'Anna Katharina Emmerick reposent dans la crypte de l'église Sainte-Croix de Dülmen (de).
Le premier procès de béatification fut suspendu en 1927, avant tout parce qu'il était difficile de juger l'authenticité des textes de Brentano, mais il fut rouvert en 1973 et se termina le 3 octobre 2004 avec sa béatification par le pape Jean-Paul II. Les stigmates ne sont toutefois pas mentionnés.
La fête de Anna Katharina Emmerick a lieu le 9 février, jour de son décès.

## Stigmates et autres phénomènes

### Les stigmates
Dès 1799, Anne-Catherine ressent les douleurs de la couronne d'épines ; le sang coule chaque vendredi, mais elle réussit à le dissimuler. À l’automne 1807, commencent les douleurs des stigmates aux pieds et aux mains, sans écoulement de sang ni marque extérieure. Le 25 novembre 1812, une croix se forme sur sa poitrine ; cette croix, qui se doublait à Noël, saignait ordinairement le mercredi. Les derniers jours de 1812, les stigmates des mains, des pieds et du côté deviennent apparents ; le sang coule. Aucune vision n'accompagne la stigmatisation, comme A.-C. Emmerick l'affirmera sous serment aux enquêteurs ecclésiastiques.
Par l'indiscrétion d'une sœur, qui découvre les plaies des mains le 28 février 1813, ces phénomènes arrivent à la connaissance de la ville. Le médecin de Dülmen, W. Wesener (1782-1832), qui rendit visite à la malade en vue de la « démasquer », fut l'objet (comme, après lui, le Dr Druffel et d'autres) d'une preuve impressionnante de sa cardiognosis (en).
Le 25 mars, le vicaire général Clemens Auguste von Droste-Vischering (1773-1845), futur archevêque de Cologne, vint accompagné du Dr Druffel et du supérieur du séminaire Bernard Overberg (1754-1826). Le Dr Krauthausen, ancien médecin du couvent, tenta de traiter les blessures, mais sans succès ; il fut également chargé d'une surveillance médicale assidue.

### Le jeûne perpétuel
Le Dr W. Wesener se chargea des soins médicaux. Son Journal, rédigé consciencieusement de mars 1813 à novembre 1819, ainsi que l'Histoire abrégée qu'il écrivit l'année de la mort d'Anne-Catherine pour une revue médicale, constituent « une source rare pour l'étude psychologico-religieuse et médicale de la stigmatisation et des phénomènes analogues ».

### Hiérognosie
W. Wesener, le premier, relate, chez A.-C. Emmerich, de nombreux cas de hiérognosie. Dès 1817, Christian Brentano (en) avait, en effet, découvert, comme s'en étaient déjà aperçus l'abbé Lambert et le P. Limberg, l'extrême sensibilité de la stigmatisée au sacré, surtout pendant ses extases, qu'il s'agisse d'authentifier des reliques, de reconnaître des hosties consacrées ou d'obéir aux ordres de l'autorité ecclésiastique. Clemens Brentano, de son côté, rendit le Dr Wesener attentif au fait que la stigmatisée acceptait volontairement de prendre sur elle maladies et souffrances d'autrui.
Dans son Histoire abrégée, le docteur s'en explique : « Ce n'est qu'au cours des deux dernières années de sa vie que j'ai compris ses souffrances mystérieuses. La plupart de ses maladies, en effet, étaient l'acceptation spontanée de souffrances de ses amis, qui lui avaient confié leurs soucis et se recommandaient à ses prières. Dans ses extases elle s'exprimait clairement là-dessus, indiquant la plupart du temps le moment où son intervention se terminerait ». Des cas de guérison subite et simultanée auraient été attestés.

## Les visions et les écrits de Clemens Brentano

### Un témoignage indirect
La plupart des visions d'A.-C. Emmerich lui ont été attribuées par le poète romantique Clemens Brentano. Ces ouvrages racontent la vie et la passion du Christ et la vie de la Vierge d'après le récit, quasi-journalier, d'A.-C. Emmerich, fait à Brentano de 1818 à 1824.
Non seulement elle aurait vu la passion du Sauveur, mais pendant trois ans, elle l'aurait suivi dans tous ses voyages à travers la Palestine et hors de la Palestine. La nature du sol, les fleuves, les montagnes, les forêts, les habitants, leurs mœurs, tout a passé sous ses regards dans des images claires et distinctes. En outre, elle pouvait plonger son regard dans un passé bien plus éloigné et embrasser l'histoire entière.
Le travail considérable de Clemens Brentano (16 000 feuillets de notes diverses) parut en trois fois :
- en 1833, neuf ans après la mort d'A.-C. Emmerich, La douloureuse Passion de Notre-Seigneur Jésus-Christ (Das bittere Leiden unsers Herrn Jesu Christus), précédée d'une esquisse biographique de la stigmatisée.
- en 1852, La vie de la Vierge Marie (Leben der heiligen Jungfrau Maria) : l'impression commencée fut interrompue par la mort de Clemens (1842), remaniée et poursuivie par son frère Christian, mort en 1851, et achevée par sa belle-sœur, dix ans après la mort de Clemens.
- en 1858-1860, six ans plus tard, les trois volumes de La vie de Notre-Seigneur et Sauveur Jésus-Christ, (Das Leben unsers Herrn und Heilandes Jesu Christi) publiés par le rédemptoriste K. E. Schmöger d'après les manuscrits de Brentano, profondément remaniés et amendés.

### La polémique
On ne peut négliger de souligner la différence d'un titre à l'autre : « d'après les méditations » dit Clemens Brentano (Nach den Betrachtungen der gottselingen A.K. Emmerick) dans le premier ouvrage ; « d'après les visions » imprime Karl Erhard Schmöger (de) en tête du dernier (Nach den Gesichten der gottselingen A.K. Emmerick…aufgeschrieben von C. Brentano).
Dans ses « méditations » ou ses « visions », divers faits, discours et attitudes semblent provenir d'apocryphes ou de légendes hagiographiques. La part de Brentano, consciente ou non, semble importante. Comment démêler ce qui relève de la « vision » et ce qui est rédaction personnelle de l'écrivain ?
Les aléas de leur publication ne simplifient pas le discernement. « Une étude critique du texte reste encore à faire » concluait d'ailleurs Joachim Bouflet, un des spécialistes d'A.-C. Emmerich, dans son avant-propos à la réédition récente de la Vie de la Vierge Marie.
L'appréciation objective des visions d'A.-C. Emmerich est délicate. Clemens Brentano et, à sa suite, K.E. Schmöger, Th. Wegener, J. Niessen et d'autres, les considèrent sans hésiter comme d'authentiques révélations surnaturelles privées, en raison même des précisions topographiques qui semblaient alors ne pouvoir être connues autrement. En revanche, d'autres y ont signalé des inexactitudes.
L'étude des sources a permis de déceler de nombreux emprunts. Christian Brentano a consigné le fait dans ses notes au Journal de son frère. Clemens a avoué l'influence des écrits de Martin de Cochem dans La douloureuse Passion. Les travaux de L. Stahl (1909), de H. Cardauns (1916) et de W. Hümpfner, l'ont montré sans équivoque possible.

## Position de l'Église catholique

### Attribution des visions
En 1927, la congrégation des Rites, prenant pour base les travaux de W. Hümpfner, renonçait à son tour à considérer les notes et la rédaction de Brentano comme des écrits d'A.-C. Emmerich et à l'en rendre responsable.
C'est cette position que reprend le cardinal José Saraiva Martins, préfet de la Congrégation pour les causes des saints lors de la béatification d'Anne-Catherine Emmerich en octobre 2004 par le pape Jean-Paul II. « La bienheureuse Anne-Catherine Emmerick ne nous a laissé que trois lettres dont l’authenticité soit sûre. Les autres écrits, qui lui sont attribués par erreur, ont des origines diverses : les « visions » de la Passion du Christ ont été annotées, réélaborées très librement et sans contrôle par l’écrivain allemand Clemens Brentano et ont été publiées en 1833 sous le titre La douloureuse passion de Notre Seigneur Jésus-Christ. […] Les œuvres en discussion ne peuvent donc pas être considérées comme des œuvres écrites ou dictées par Anne-Catherine Emmerick ni comme des transcriptions fidèles de ses déclarations et de ses récits, mais comme une œuvre littéraire de Brentano qui a procédé à de telles amplifications et manipulations qu’il est impossible d’établir quel est le véritable noyau attribuable à la bienheureuse ». Cela n'empêche pas le pape Jean-Paul II de mentionner La Douloureuse Passion dans le décret officiel de béatification.

### L'Église et les révélations privées
La position de l'Église catholique sur les révélations privées est rappelée dans les articles 66 et 67 du Catéchisme de l'Église catholique (1992). Ces deux articles rappellent qu'elles ne sont pas une alternative à l'Évangile : « Au fil des siècles il y a eu des révélations dites « privées », dont certaines ont été reconnues par l’autorité de l’Église. Elles n’appartiennent cependant pas au dépôt de la foi. Leur rôle n’est pas « d’améliorer » ou de « compléter » la Révélation définitive du Christ, mais d’aider à en vivre plus pleinement à une certaine époque de l’Histoire. »

### Les visions d'Anne-Catherine Emmerich
- La Douloureuse Passion de Jésus-Christ – Anne-Catherine Emmerich / Clemens Brentano – éditions F.X. de Guibert, Paris – 2004  (ISBN 2-86839-942-8). Cette réédition récente, qui correspond à la première œuvre publiée, la seule du vivant de C. Brentano, a été adaptée par Lina Murr Nehmé
- La Passion – Anne-Catherine Emmerick – Presses de la Renaissance – 2004 – édition entièrement retraduite par Joachim Bouflet -  (ISBN 2-75090-121-9). Elle correspond au même ouvrage
- La Vie de la Vierge Marie – Anne-Catherine Emmerick – Presses de la Renaissance, Paris 2006.  (ISBN 2-75090-239-8). Texte intégral. La traduction originale et la présentation sont de Joachim Bouflet et comportent deux chapitres supplémentaires extraits des « Visions. »
- Visions d'Anne-Catherine Emmerich – sur la vie de Notre-Seigneur Jésus-Christ et de la Très sainte Vierge Marie, la douloureuse Passion et l'établissement de l'Église par les apôtres, coordonnée en un seul tout, selon l'ordre des faits – 3 volumes - Éditions Téqui, Paris 1995 –  (ISBN 2-74030-320-3). Nouvelle édition 2008  (ISBN 9782740314791)
- Les mystères de l'ancienne Alliance – Anne-Catherine Emmerick – Éditions Téqui 1995   (ISBN 2-7403-0338-6)
- La Douloureuse passion de notre Seigneur Jésus-Christ, précédée de La dernière Cène de notre Seigneur Jésus-Christ, en ebook. La traduction est de l'abbé de Cazalès - Les Éditions Blanche de Peuterey [8]

### Publications sur Anne-Catherine Emmerich
- (de) L. Richen, Dee Wiedergabe biblischer Ereignisse in den Gesichten der A. K. Emmerich, collection Biblische Studien 21, fascicule 1, 1923
- (de) Winfried Hümpfner, Coup d'œil sur les publications relatives à Anne-Catherine Emmerick - RAM, Tome 5, 1924
- (de) Winfried Hümpfner, Theologie und Glaube Tome 16, 1924
- (de) Winfried Hümpfner, Neuere Emmerick-Litteratur Tome 49, 1959
- Dictionnaire de la spiritualité, encyclopédie parue aux éditions Beauchesne, Paris 1960, notice de Winfried Hümpfner
- Karl-Erhard Schmöger, Vie d'Anne Catherine Emmerich - traduite par Edmond de Cazalès - éditions Téqui, 1981  (ISBN 2-85244-492-5). Karl-Erhard Schmöger est l'auteur de la recension des notes de Clemens Brentano qui a donné naissance aux « Visions », la troisième œuvre. Edmond de Cazalès est le premier traducteur en français. Nouvelle édition 2007  (ISBN 978-2-7403-1378-7)
- G. Dirheimer, Anne-Catherine Emmerich et Clément Brentano, étude sur l'authenticité des visions d'A.-C. Emmerich - Pierre Téqui, 1923
- Joachim Bouflet, Anne-Catherine Emmerick, celle qui partagea la Passion de Jésus – Presses de la Renaissance, 2004 -  (ISBN 2-75090-067-0)
- Julien Maufrais, Une grande découverte : Toutes les dates historiques des Évangiles enfin dévoilées, selon les visions de la sœur Anne-Catherine Emmerich. Publié à compte d’auteur en juillet 1998
- Julien Maufrais, sous le pseudonyme de Joël Magny, La Parenté de Jésus, d'après les Visions de la Vénérable Anne-Catherine Emmerich, 2001, Téqui
- Jacques Atlan, L'Évangile provençal, Volume I, d'après les Visions d'Anne-Catherine Emmerich, Les Presses du Midi, février 2014
- Jacques Atlan, L'Évangile provençal, Volume II, d'après les Visions d'Anne-Catherine Emmerich, Les Presses du Midi, mars 2015
- Jacques Atlan, L'Évangile provençal, Volume III, d'après les Visions d'Anne-Catherine Emmerich, Les Presses du Midi, mars 2017
- Jacques Atlan, Vie et Destin des tout premiers chrétiens, d'après les Visions d'Anne-Catherine Emmerich, Les Presses du Midi, mars 2018
- Jacques Atlan, Le Temps de Pentecôte, d'après les Visions d'Anne-Catherine Emmerich, Les Presses du Midi, mai 2019
- (de) Clemens Brentano: Das Leben unseres Herrn und Heilandes Jesu Christi. Hg. v. Friedrich Pustet, Regensburg, 3 Bände 1858–1860.
- (de) Friedrich Wilhelm Bautz, « Anne Catherine Emmerich », dans Biographisch-Bibliographisches Kirchenlexikon (BBKL), vol. 1, Hamm, 1975 (ISBN 3-88309-013-1, lire en ligne), colonnes 1507-1508 (Article sur Internet Archive)
- (de) Winfried Hümpfner (de), « Emmerick, Anna Katharina », dans Neue Deutsche Biographie (NDB), vol. 4, Berlin, Duncker & Humblot, 1959, p. 483–484 (original numérisé).
- (de) Joseph Adam, Clemens Brentanos Emmerick-Erlebnis. Bindung und Abenteuer, Verlag Herder Freiburg, 1956.

## Téléfilm
Dominik Graf a réalisé le téléfilm allemand Das Gelübde. Le téléfilm est axé sur les personnages de Anna Katharina Emmerick et de Clemens Brentano.